# Corus costiger
Corus costiger är en skalbaggsart som först beskrevs av Max Quedenfeldt 1883.  Corus costiger ingår i släktet Corus och familjen långhorningar.
Artens utbredningsområde är:
- Angola.
- Moçambique.
- Zimbabwe.

Inga underarter finns listade i Catalogue of Life.